# По ту сторону разумного сомнения
«По ту сторону разумного сомнения» (англ. Beyond a Reasonable Doubt) — кинофильм Фритца Ланга, вышедший на экраны в 1956 году.
Выполненная в жанре фильм нуар, картина построена вокруг юридического вопроса о правомерности осуждения человека за преступление на основании исключительно косвенных улик. Это последний фильм Ланга, снятый им в США.

## Сюжет
Газетный издатель Остин Спенсер (Сидни Блекмер), ярый противник смертной казни, приглашает молодого писателя Тома Гарретта (Дэна Эндрюс) стать свидетелем приведения в исполнение смертного приговора (казни на электрическом стуле), вынесенного благодаря усилиям окружного прокурора Роя Томпсона (Филип Бурнеф). Обсуждая увиденное, Остин говорит, что он обеспокоен тем, что Томпсон, который хочет стать губернатором, ради популярности не первый раз добивается вынесения смертного приговора на основании косвенных улик.
Тем же вечером Том делает предложение дочери Остина Сьюзен (Джоан Фонтейн), она в ответ дарит ему зажигалку с памятной гравировкой и готова сразу же объявить о дне свадьбы. Однако после разговора по телефону Том неожиданно заявляет, что его издатель настаивает на немедленном завершении книги, и дату свадьбы придётся отложить. Это расстраивает Сьюзен, но она соглашается, понимая важность для Тома скорейшего завершения его второй книги.
Чуть позже Том обсуждает с Остином смертную казнь как возможную тему его очередного романа. Остин, который стремится доказать, что юридическая система слишком несовершенна, чтобы избирать в качестве меры наказания смертную казнь, предлагает взять какое-либо реальное нераскрытое громкое преступление и подбросить улики, с помощью которых в нём можно было бы обвинить невинного человека. А перед вынесением приговора представить суду доказательства того, что улики сфальсифицированы, разрушив тем самым представление, что человеку можно вынести приговор лишь на основании косвенных улик. Вскоре Остин находит в газете информацию об убийстве танцовщицы Патти Грей и предлагает Тому построить вокруг этого дела свой роман, а чтобы лучше понять особенности расследования и рассмотрения дела в суде, самому сыграть роль подозреваемого по делу. Первым делом Остин выясняет все подробности дела через знакомого полицейского детектива, лейтенанта Кеннеди (Эдвард Биннс). В частности, он узнаёт, что коллеги Патти по танцевальной программе Долли Мур (Барбара Николс) и Терри Ляру (Робин Реймонд) видели, как она уезжает в ночь убийства на автомобиле тёмного цвета с курящим трубку мужчиной в сером пальто. За последующие шесть дней полиции не удаётся найти никаких новых улик, и дело явно заходит в тупик.
После этого Том и Остин приступают к реализации своего плана, договорившись не говорить ничего Сьюзен, чтобы она раньше времени не раскрыла их тайну полиции. Том знакомится с Долли, сначала как бы неловко опрокинув стакан с коктейлем на её платье в баре, а позднее найдя её в клубе и щедро компенсировав её ущерб. Простоватая Долли увлечена вниманием со стороны богатого ухажёра, не замечая, как он записывает марку крема для тела, которым пользовалась Патти. Вскоре Сьюзен находит в газете фотографию Тома и Долли, сделанную в одном из ресторанов. После того, как Том отказывается пояснить, в чём суть его отношений с Долли, Сьюзен разрывает их помолвку.
Том и Остин едут на место убийства, где Остин фотографирует момент, как Том подбрасывает свою зажигалку в качестве ложной улики, а затем — как они покупают серое пальто в магазине. Том стирает в салоне автомобиля все отпечатки пальцев, оставляет на сиденье следы украденного крема и кладёт один чулок в бардачок, а Остин тем временем продолжает фотографировать все его действия, чтобы затем представить фотографии в качестве доказательства его невиновности. Тем же вечером около клуба Терри замечает, что у Тома есть серое пальто и тёмный автомобиль, как и у предполагаемого убийцы Патти. По её совету Долли звонит в полицию и рассказывает о своих подозрениях и предстоящем свидании с Томом. Полиция мгновенно начинает слежку за машиной Тома, и когда Том останавливает автомобиль в тёмном пустынном месте и делает вид, что пристаёт к Долли, подоспевшие полицейские задерживает его.
В течение нескольких часов Тома допрашивает полиция, однако ему удаётся дать объяснения по каждому эпизоду, из чего следует, что против Тома нет прямых улик. Когда Тому всё-таки предъявляют обвинение в убийстве Патти Грей, Сьюзен просит отца вмешаться, и поражена тем, что тот не хочет ничего предпринимать. Окружной прокурор Томпсон стремится поскорее передать дело в суд, но его помощник Боб Хейл (Артур Франц), давно влюблённый в Сьюзен, хочет помочь ей доказать недоказанность вины Тома. Во время процесса Томпсон строит обвинение на основании косвенных улик — серого пальто, тёмного автомобиля, зажигалки на месте преступления, чулка в бардачке и крема на сидении. Прокурор делает вывод о том, что Том, который собирается жениться на Сьюзен, убил свою любовницу Патти, чтобы его роман с ней не скомпрометировал бы его или не стал предметом шантажа. В качестве дополнительного доказательства Томпсон предъявляет выписку из банковского счёта Тома, согласно которой он снял большую сумму как раз в тот день, когда многие в клубе видели, что у Патти неожиданно появилось много денег. Кроме того, он предъявляет следы пользования курительной трубкой, обнаруженные в квартире Тома, несмотря на утверждения Тома о том, что он не курит.
В то время, когда присяжные удаляются для вынесения вердикта, Остин берёт сделанные им фотографии и направляется в офис Томпсона, чтобы раскрыть придуманную им мистификацию. Но, выезжая из гаража, он попадает под колёса грузовика, в результате чего гибнет сам, а его машина сгорает вместе с фотографиями. Узнав о смерти Остина, Том рассказывает всю правду своему адвокату, который немедленно ставит в известность судью. Однако ввиду отсутствия каких-либо новых документов, оправдывающих Тома, судья не может остановить ход рассмотрения дела. Сьюзен и Джонатан ищут фотографии в сейфе Остина, но ничего не находят, после чего Сьюзен догадывается, что они могли сгореть в машине. Найденные в полицейских материалах обгоревшие остатки фотографий полностью убеждают Сьюзен в невиновности Тома (хотя и не могут послужить доказательством в суде), и она бросает все возможности своей газеты на то, чтобы склонить общественное мнение в пользу Тома. Тем не менее, Тома признают виновным, и ему грозит смертная казнь.
За день до казни Сьюзен уговаривает Боба продолжить расследование. Он выясняет, что Патти, которую в действительности звали Эмма, украла деньги у своего парня, который грозился за это убить её. Это обстоятельство дарит Сьюзен надежду, однако вскоре выясняется, что этот парень умер четыре года назад. В этот момент в офис Томпсона приходит адвокат, занимающийся завещанием Остина, сообщая, что только что обнаружил письмо Остина в его банковской ячейке. Это письмо полностью подтверждает версию о фальсификации улик, которую изложил Том, что снимает с него подозрения в совершении преступления. Губернатор готовится объявить о помиловании Тома.
Оставшись наедине со Сьюзен, Том, на секунду расслабившись, называет Патти Эммой, после чего Сьюзен понимает, что Том знал её и ранее. Том сознаётся, что убил Патти, которая была его женой и отказалась дать ему развод. Сьюзен уходит в растерянности, не зная, как ей поступить — любой ценой спасти любимого человека или пожертвовать своей любовью ради торжества правосудия. Она встречается с Бобом и, не выдержав, рассказывает всё ему. Когда губернатор уже собирается публично подписать документ об освобождении Тома, ему в кабинет звонит Боб и рассказывает правду. Освобождение отменяется, испуганного и подавленного Тома отправляют обратно в камеру.

## В главных ролях
| Актёр            | Роль                          |
| ---------------- | ----------------------------- |
| Дэна Эндрюс      | Том Гарретт                   |
| Джоан Фонтейн    | Сьюзен Спенсер                |
| Сидни Блекмер    | Остин Спенсер                 |
| Шепперд Страдвик | Джонатан Уилсон               |
| Филип Бурнеф     | Окружной прокурор Рой Томпсон |
| Барбара Николс   | Долли Мур                     |
| Артур Франц      | Боб Хейл                      |
| Эдвард Биннс     | Лейтенант Кеннеди             |
| Робин Реймонд    | Терри Ляру                    |

## Характеристика фильма
Хотя этот психологический триллер с юридическим заворотом и страдает от некоторой неправдоподобности в завязке, тем не менее, он остаётся острым, живым и увлекательным вплоть до самого финала. В отличие от своих немецких шедевров, а также большинства американских картин, в данном случае Ланг был весьма ограничен в средствах, что не позволило ему создать столь характерный для него поражающий воображение зрителя визуальный ряд. Но даже визуальное однообразие и недостаточно убедительная игра актёров, включая звёзд, не испортили впечатления от картины, в которой Ланг вновь удачно совместил постановку острой общественно-политической проблемы с захватывающим сюжетом. Деннис Уайт (Dennis L. White) описал картину как оказавшую «значительное воздействие не столько благодаря своему визуальному стилю, сколько благодаря структуре повествования, атмосфере и мастерски выстроенному сюжету, в котором сюжетные повороты неожиданны и при этом убедительны»

## Ремейк
В 2009 году вышел ремейк Автором сценария, режиссёром и оператором стал Питер Хайамс, а в главных ролях новой версии фильма снялись Майкл Дуглас и Эмбер Тэмблин.